# Kościół Matki Bożej Częstochowskiej w Darłowie
Kościół pw. Matki Bożej Częstochowskiej – rzymskokatolicki kościół parafialny w Darłowie, którego gospodarzami są franciszkanie z prowincji św. Maksymiliana Marii Kolbego w Gdańsku.

## Historia
W 1321 roku biskup kamieński Konrad za pośrednictwem braci Święców zapoczątkował budowę kościoła NMP Wniebowziętej. W roku 1394 z funduszy księcia Bogusława VIII wzniesiono wieżę kościelną, a następnie dobudowano zakrystię i kaplice boczne. Od roku 1540 budowla była w użytkowaniu przez protestantów. 
Kościół wraz z miastem często nękany był pożarami, szczególnie tragiczny był rok 1679, kiedy to w powstały od pioruna pożar strawił całe wnętrze kościoła wraz z wieżą. Obok kościoła rośnie pomnik przyrody – dąb „Marcin Luter”, który został zasadzony 1 listopada 1817 roku dla upamiętnienia trzechsetnej rocznicy reformacji. W 1897 roku przed chórem i bocznymi nawami dobudowano drewniane balkony, charakterystyczne dla świątyń protestanckich.

### Pod opieką franciszkanów
14 sierpnia 1945 roku franciszkanie z Prowincji Matki Bożej Niepokalanej przejęli kościół i 1 września tegoż roku dokonano jego poświęcenia. W 1951 został kościołem parafialnym. 
W roku 1974 rozpoczęto prace mające na celu przywrócenie gotyckiego charakteru budowli – usunięto drewniane balkony oraz tynki przesłaniające oryginalne detale.
W 1962 roku przemieniono wezwanie kościoła Matki Bożej Wniebowziętej na tytuł Matki Bożej Częstochowskiej. Umieszczono wtedy w głównym ołtarzu obraz Matki Bożej Częstochowskiej. Od 1992 roku w kościele darłowskim rozwija się kult Matki Bożej Fatimskiej, Królowej Pokoju i Jedności, której figura 2 czerwca 1993 została ukoronowana przez papieża Jana Pawła II podczas audiencji w Rzymie.

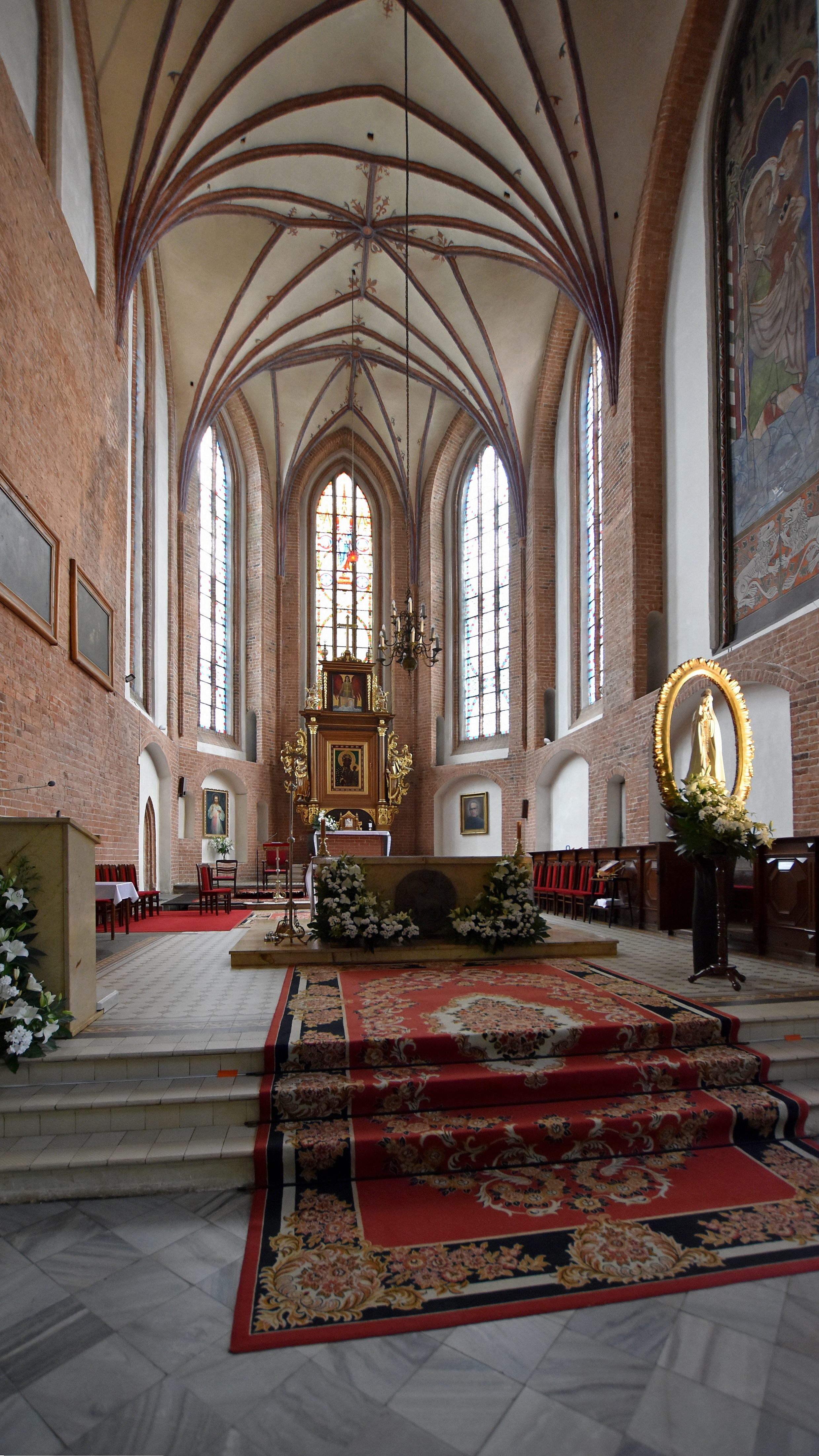
Wnętrze
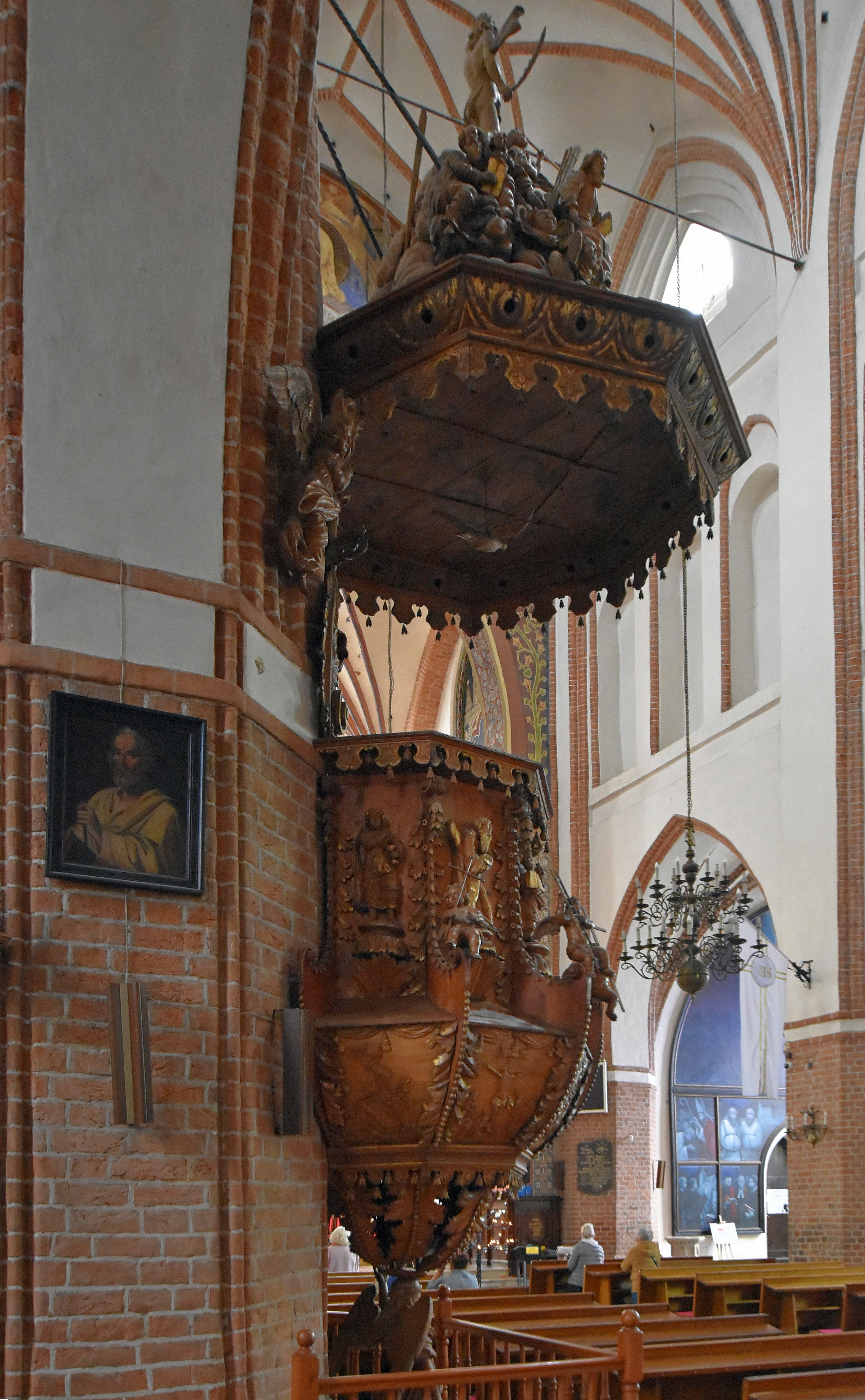
Ambona
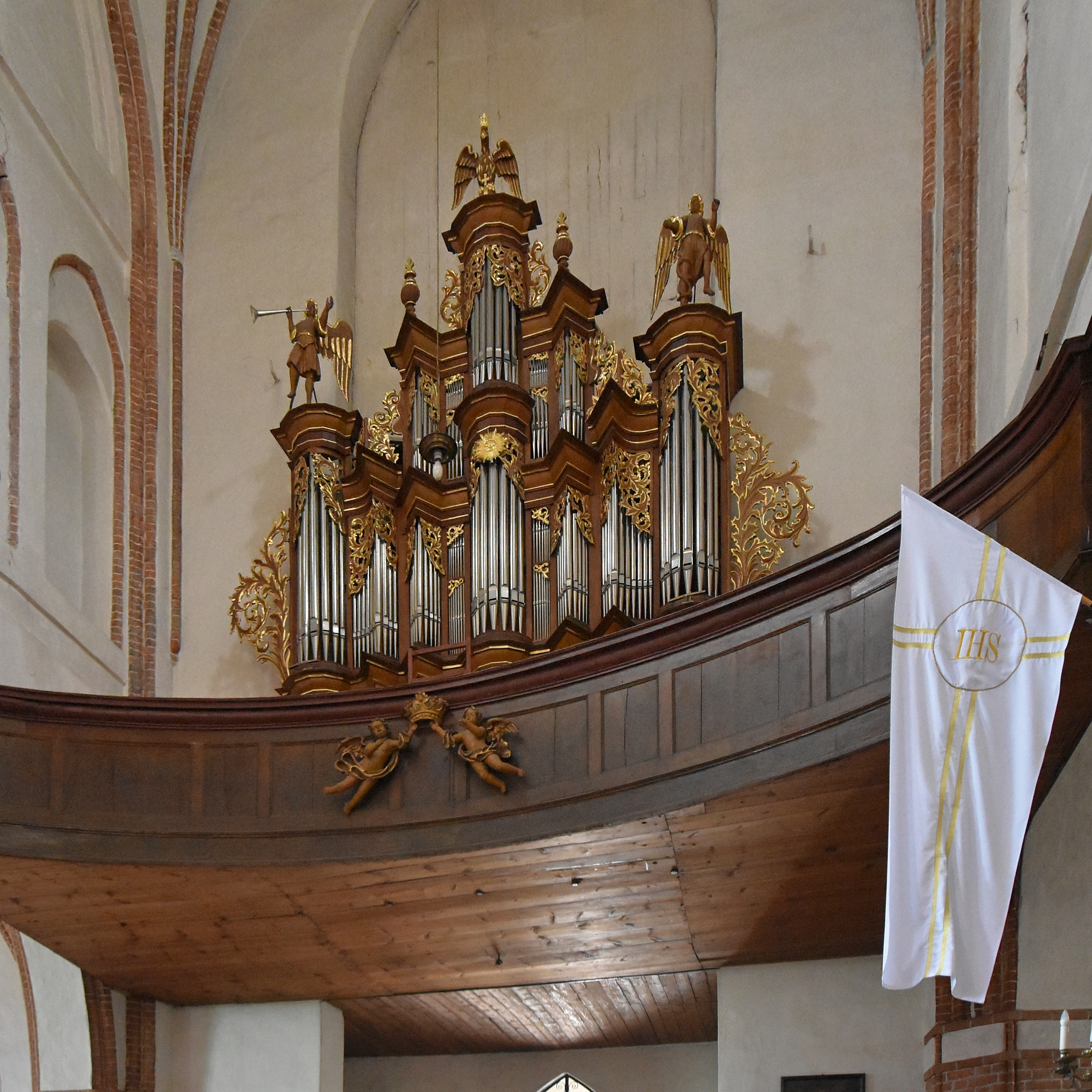
Chór
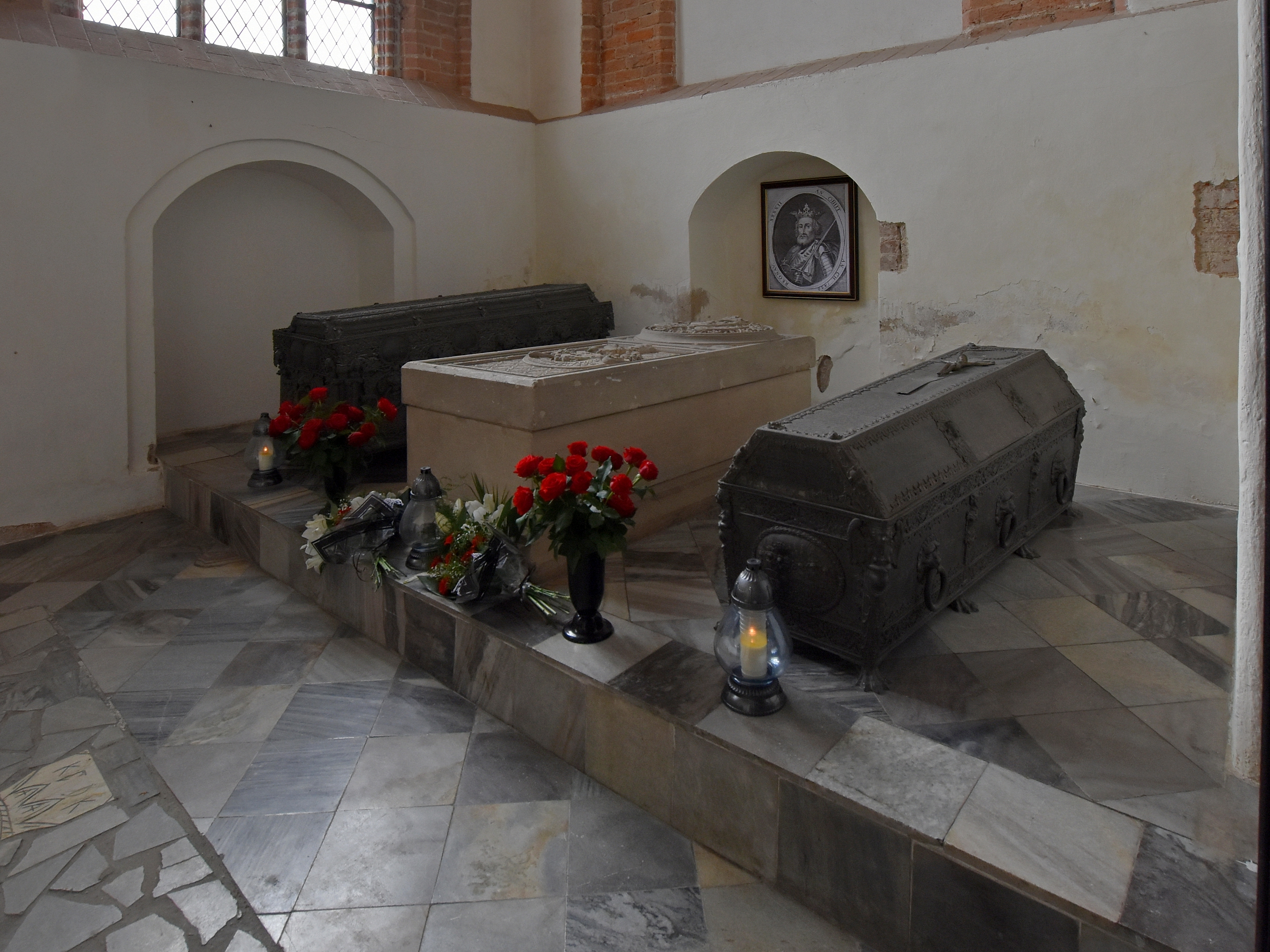
Grobowiec Eryka Pomorskiego
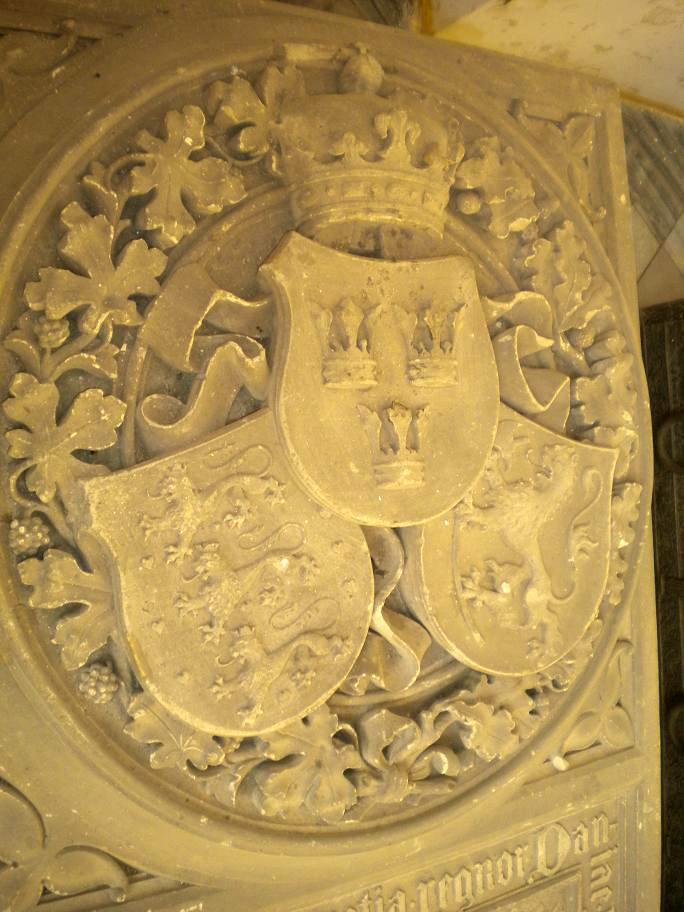
Herby: Danii, Szwecji i  Norwegii
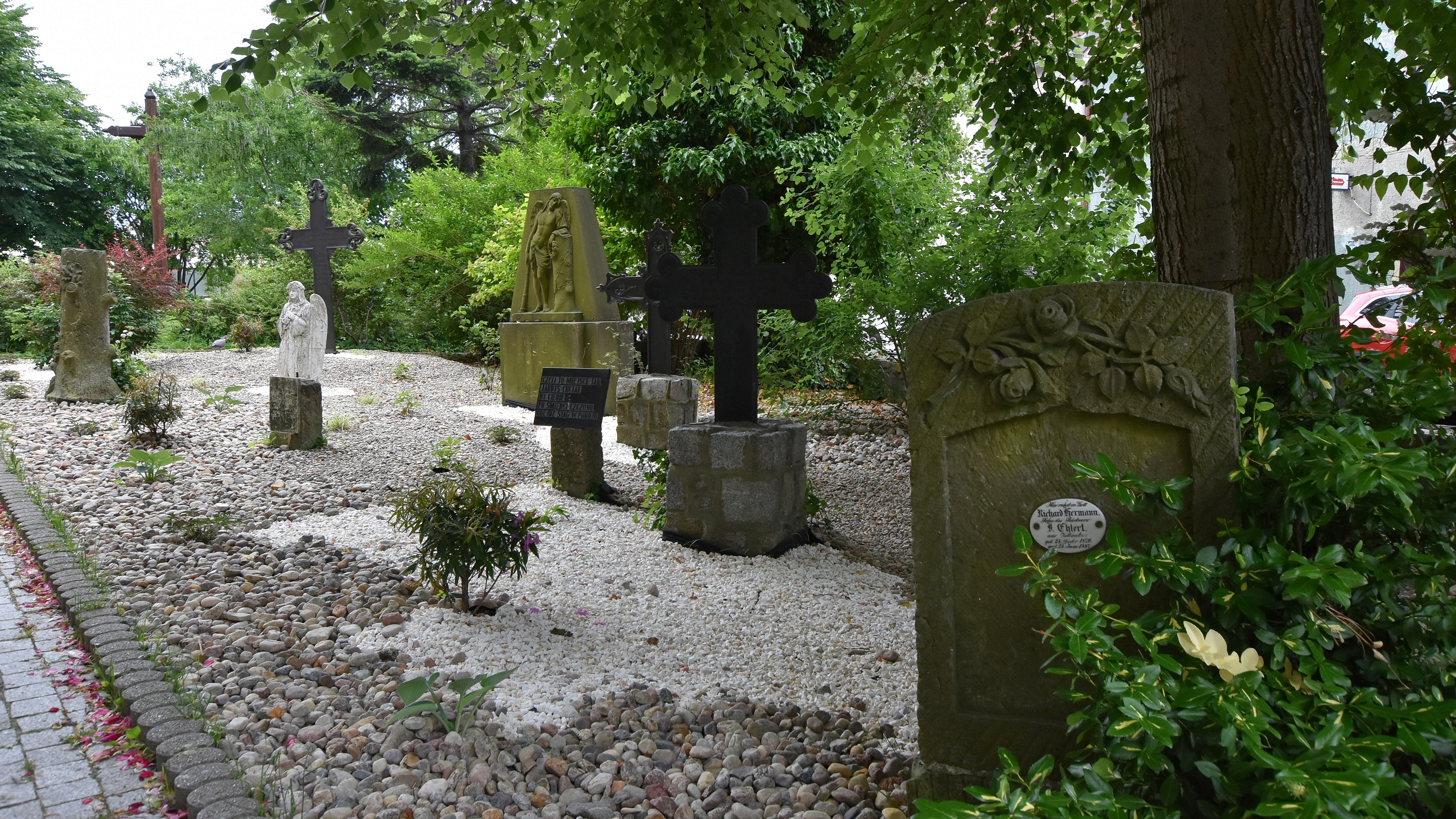
Otoczenie świątyni

## Wyposażenie
Najcenniejsze zabytki kościoła Mariackiego:
- kunsztownie rzeźbiona renesansowa ambona z 1684 roku,
- cztery barokowe obrazy z pierwszej połowy XVIII wieku,
- sześć portretów apostołów z końca XVII wieku,
- renesansowa misa chrzcielna z XVI wieku,
- barokowy krucyfiks i tabernakulum z XVII wieku,
- barokowe stalle z XVII wieku,
- mosiężny żyrandol z aniołem z przełomu XVII i XVIII wieku,
- prospekt organowy z 1853 roku,
- sarkofagi książąt pomorskich: Eryka I, Elżbiety[3], zmarłej w 1653 roku żony ostatniego pomorskiego księcia Bogusława XIV, oraz Jadwigi[4], żony Ulryka, brata Bogusława XIV).